# Aralsk
Aralsk (rusky Аральск, kazašsky Арал) je město Kyzylordské oblasti v jihozápadní Kazachstánu. Kdysi to byl jeden z hlavních přístavů Aralského moře. V roce 2019 ve městě žilo 33 141 obyvatel.

## Dějiny

### Ruské období
Od roku 1817 existovala poblíž dnešního Aralsku kazašská osada Alty-Kuduk (Šest studní). Od 70. let 19. století se osada v ruských pramenech uvádí jako Aral.
Rozvoj samotného Aralsku začal v období průzkumu a výstavby železnice Orenburg – Taškent (1899–1905). Osada se v těchto letech nacházela severovýchodně od trati (současné území od skladiště ropy po televizní věž). V roce 1905 byla v osadě postavena železniční stanice, která stále existuje, a tento rok se považuje za oficiální rok založení Aralsku, který byl od té doby oficiálně uváděn jako Železniční stanice Aralské jezero.
V roce 1905 ruští obchodníci Lapšin, Ritkin, Krasilnikov a Makajev se svými loděmi velké rybářské skupiny a založili akciovou společnost Chiva v Aralsku, což byl začátek průmyslového rybolovu v Aralském moři. V Aralsku vznikaly lodní díly, rybářský přístav, loděnice a první průmyslové objekty. Rusové se usadili v severovýchodní části města a pobřežní část poblíž přístavu a loděnice osídlili Kazaši. Do roku 1912 proběhla asimilace ruského a kazašského obyvatelstva, Rusové byli postupně přesídlování do lodních dílen a rybářství. Příliv ruského obyvatelstva pokračoval až do 50. let 20. století. V Aralsku vznikl dřevěný pravoslavný kostel a ruský hřbitov.

### Sovětské období
Po říjnové revoluci získala Železniční stanice Aralské jezero status vesnice a byla přejmenována na Aralsk, který se stal centrem Aralské oblasti Kazašské SSR. V létě 1919 byla u Aralsku odražena Jižní armáda admirála Kolčaka pod velením generála Pjotra Bělova.
Dne 7. října 1921 se bolševický vůdce Vladimir Iljič Lenin obrátil na rybáře Aralského jezera dopisem, aby pomohli lidem postiženým suchem v Povolží a centrálních oblastech Ruska:
| „ | Darujte drazí soudruzi, aralští rybáři a dělníci štědrou rukou! Učiníte nejen věc podle lidského vědomí, ale posílíte věc dělnické revoluce, neboť ukážete celému světu a především pracujícímu lidu, že moc sovětského dělnického státu, postavená na nejširší vzájemné pomoci proletářů z nejvzdálenějších míst od sebe, je neporazitelná. | “ |

V reakci na Leninovu výzvu rybáři z Aralsku odeslali 14 vagonů ryb a Lenin jim za to daroval soustruh.
V roce 1938 se Aralsk spolu s celou Aralskou oblastí stal součástí nově vzniklé Kyzylordské oblasti a získal status města.
Za druhé světové války odešlo na frontu více než 11 tisíc lidí, 6 038 z nich se z války už nevrátilo.
Po většinu dvacátého století byl Aralsk centrem rybolovu – důležitým přístavem na Aralském moři. Ve městě byl průmysl místního významu – těžba soli, zpracování ryb, konzervárny a opravny lodí. Před vysycháním Aralského jezera, ke kterému došlo ve druhé polovině 20. století, byl hlavním zaměstnáním obyvatel Aralsku rybolov a zpracování ryb. Maximálního úrovně rozvoje hospodářského a sociálního rozvoje města bylo dosaženo v 70. letech 20. století, před vysycháním jezera. Do roku 1960 existovaly pravidelné lodní linky z Aralsku do Nukusu, Mujnaku a Čardžou. V roce 1990 se vysychající jezero od Aralsku vzdálilo natolik, že se ve městě přestaly lovit ryby.

### Kazašské období
Po rozpadu SSSR se upadající Aralsk stal součástí nezávislého Kazachstánu. Od 90. let 20. století je Aralsk oficiálně zařazen do zóny ekologické katastrofy Aralského jezera. Kvůli velmi vysoké míře nezaměstnanosti mladí lidé opouštějí město a odcházejí nejčastěji do Bajkonuru, Kyzylordy a do Ruska.
V roce 2005 byla dokončena stavba třináctikilometrové hráze u vesnice Kokaral, v důsledku toho hladina severní části Aralského jezera (nazývána jako Malý Aral) začala stoupat a dosáhla výšky 42 metrů. V posledních letech se v této oblasti jezera obnovuje rybolov. Před vznikem hráze byl Aralsk vzdálen 100 km od jezera, v roce 2009 to bylo již jen 25 km. Kazachstánská vláda si dala za cíl, aby se hladina Aralského jezera vrátila do Aralsku nejpozději v roce 2020, tohoto cíle se nepodařilo dosáhnout. Předpokládá se, že bude trvat ještě několik desetiletí než se jezero dostane až k Aralsku.

## Ekonomika
Město bylo původně přístavním městem na severním okraji Aralského jezera a hlavním dodavatelem ryb do sousedních regionů. Od vyschnutí Aralského jezera se počet obyvatel města snížil a město ztratilo svůj socioekonomický význam. Aralsk má jednu z nejvyšších nezaměstnaností v Kazachstánu. Znovu však existuje naděje, že se jezero v budoucnu dostane až do Aralsku. V plánu je zvýšit hráz u vesnice Kokaral a vybudovat novou vyšší hráz. Zahájení stavby je ale zatím v nedohlednu.

## Galerie

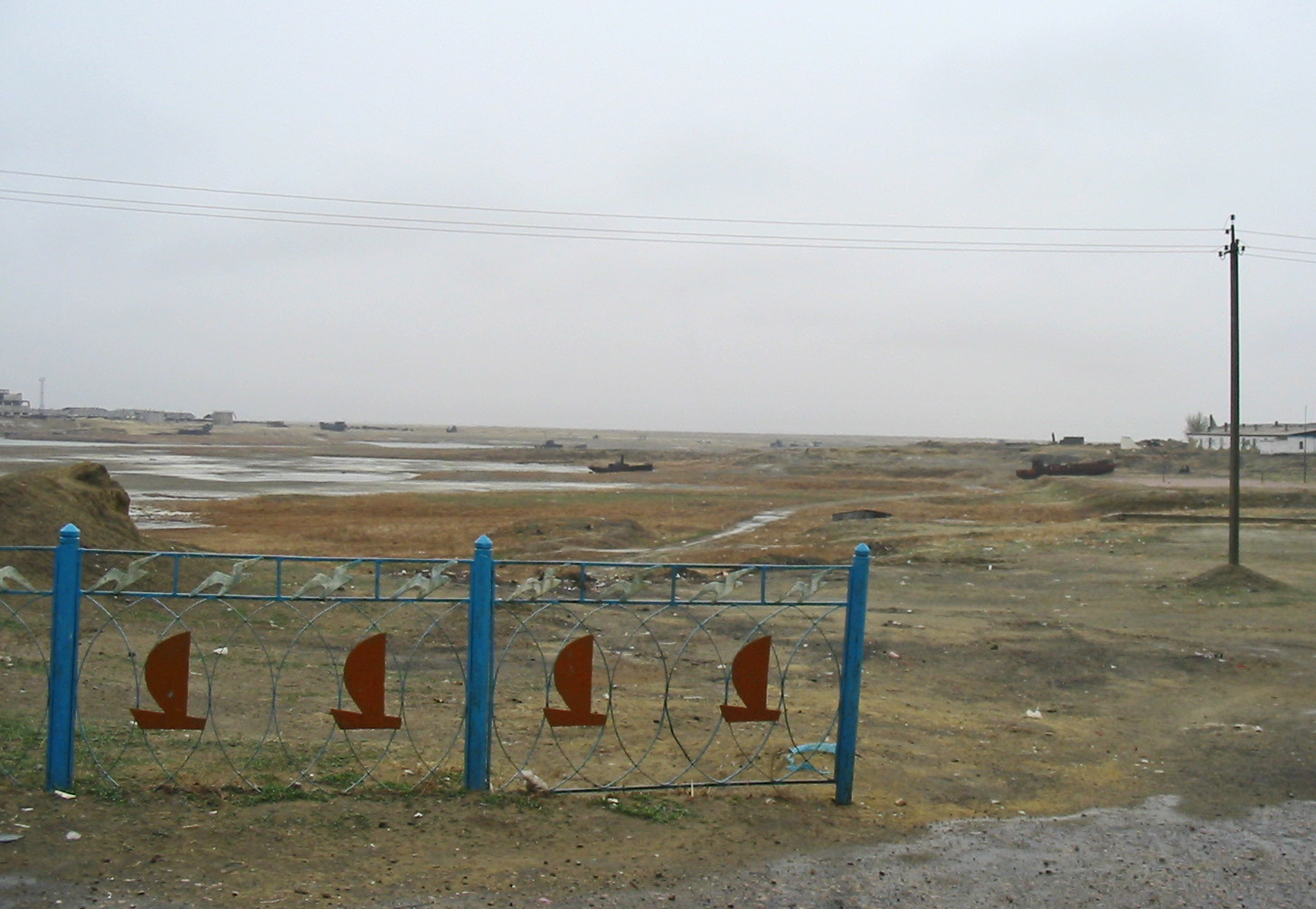
Aralský přístav v roce 2014
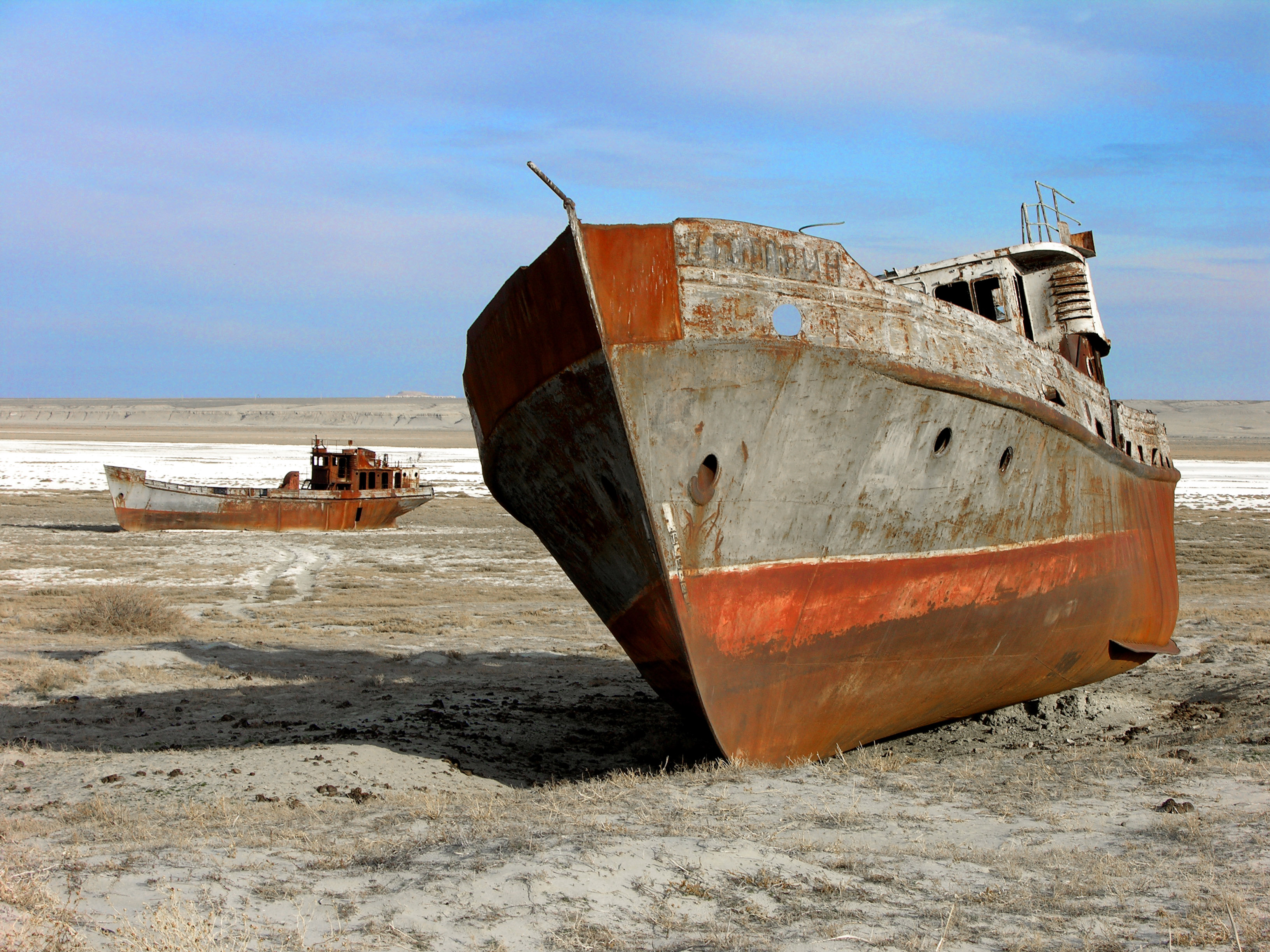
Opuštěné lodi v Aralsku

## Rodáci
- Lev Rochlin (1947–1998) – ruský generál a politik